# Fons Manuel Brunet

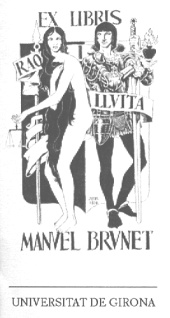
Ex-libris del Fons Manuel Brunet de la Universitat de Girona

El Fons Manuel Brunet recull la biblioteca i la documentació personals de l'escriptor i periodista Manuel Brunet i Solà (Vic, Osona 1889 - Figueres, Alt Empordà 1956).
La família de Manuel Brunet va donar el fons documental a la Universitat de Girona. L'acte de donació es va fer el 5 de desembre de 2008.
El Fons Manuel Brunet consta d'una biblioteca personal amb 1.220 llibres, i un arxiu personal de manuscrits i correspondència. Es destaca el valor del fons per a l'estudi de la cultura catalana de la primera meitat del segle xx. El fons es troba a la Biblioteca del campus del Barri Vell de la Universitat de Girona i es pot consultar al Catàleg de la Biblioteca.
La temàtica predominant en els llibres de la biblioteca personal de Manuel Brunet és l'assaig històric i polític, a més d'una àmplia representació de la literatura catalana de l'època, des de Josep Pla fins a Gaziel passant per Carles Riba. Alguns d'aquests volums tenen dedicatòries i signatures autogràfes. Les dedicatòries es poden consultar a partir d'un llistat d'autors, o bé cercar per autor i any.
L'arxiu personal de Manuel Brunet inclou manuscrits de les seves obres, algunes inèdites, i una àmplia mostra de la seva correspondència amb persones com ara Carles Sentís i Luis Martínez de Galinsoga i altres intel·lectuals dels anys trenta i quaranta. Els documents de l'arxiu personal han estat digitalitzats i es poden consultar a text complet al Repositori de Fons Especials de la Universitat de Girona.